# کایل بارکر
کایل بارکر (انگلیسی: Kyle Barker؛ زادهٔ ۱۶ دسامبر ۲۰۰۰) بازیکن فوتبال است.
از باشگاه‌هایی که در آن بازی کرده‌است می‌توان به باشگاه فوتبال پیتربورو یونایتد اشاره کرد.